# NGC 2205
NGC 2205 ist eine elliptische Galaxie vom Hubble-Typ E/SB0 im Sternbild Pictor am Südsternhimmel. Sie ist schätzungsweise 365 Millionen Lichtjahre von der Milchstraße entfernt und hat einen Durchmesser von etwa 150.000 Lj.
Das Objekt wurde am 9. Dezember 1836 von John Herschel entdeckt.